# أسد بحر نيوزيلندا
 أسد بحر نيوزيلندا أو (بالماورية Whakahao ) هو أحد أنواع أسود البحر ، ينتشر جنوب سواحل نيوزيلندا .